# Río Barbiezos
El río Barbiezos (en inglés: Berbice River) es un río ubicado al oriente de Guyana que nace en la región alta del Rupununi y fluye en dirección norte a lo largo de 595 km a través de bosques tropicales hacia la costa norte. El límite de la marea del río se ubica entre 160 y 320 km de distancia del mar.
La población de Nueva Ámsterdam está situada en la orilla oriental del río aproximadamente a 6,4 km del estuario del río donde desemboca en el océano Atlántico. Un nuevo puente flotante la comunica con la población de Rosignol sobre la margen occidental. 
Otras comunidades ubicadas a la orilla del río son: Everton, Mara, Takama, Kalkuni y Kwakwani.
Conecta con el río Canje a través del canal de Torani.

## Geografía
La desembocadura del río Barbiezos, obstruida por los bajíos en su estuario, es la ubicación de la Isla del Cangrejo, frente a la desembocadura del río Canje, principal afluente del Barbiezos.
La cantidad de agua basada en el caudal de la estación de aforo de las cataratas de Itabu (04'52'N0'50'13'O) es de 40.800 litros por minuto.

## Historia

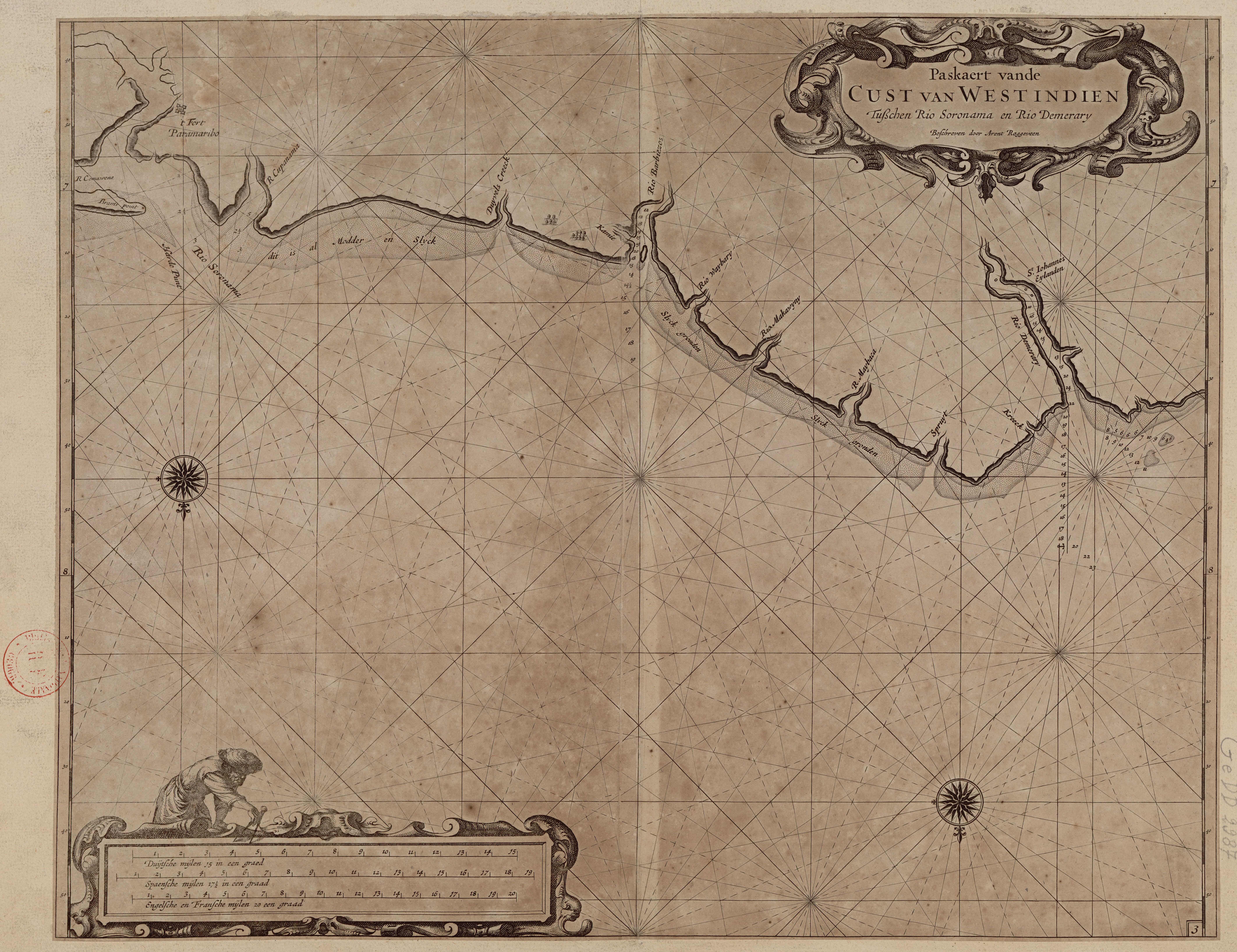
Mapa de la costa de las Indias Occidentales entre el río Soronama y el río Demerara, por Arent Roggeveen (16..-1679), donde se aprecia la desembocadura del río Barbiezos.

Los holandeses se establecieron en el río Barbiezos ya en 1629 para comerciar con los amerindios. En 1627, la Compañía Holandesa de las Indias Occidentales fundó el asentamiento de Nassau (nombre utilizado para muchos de los fuertes holandeses del siglo XVII). La zona pasó a manos británicas en 1815 y se fusionó con la vecina Guayana Británica.
El río ha servido para transportar bauxita desde la gran mina de Kwakwani (actualmente propiedad de Rusal).

## Infraestructura

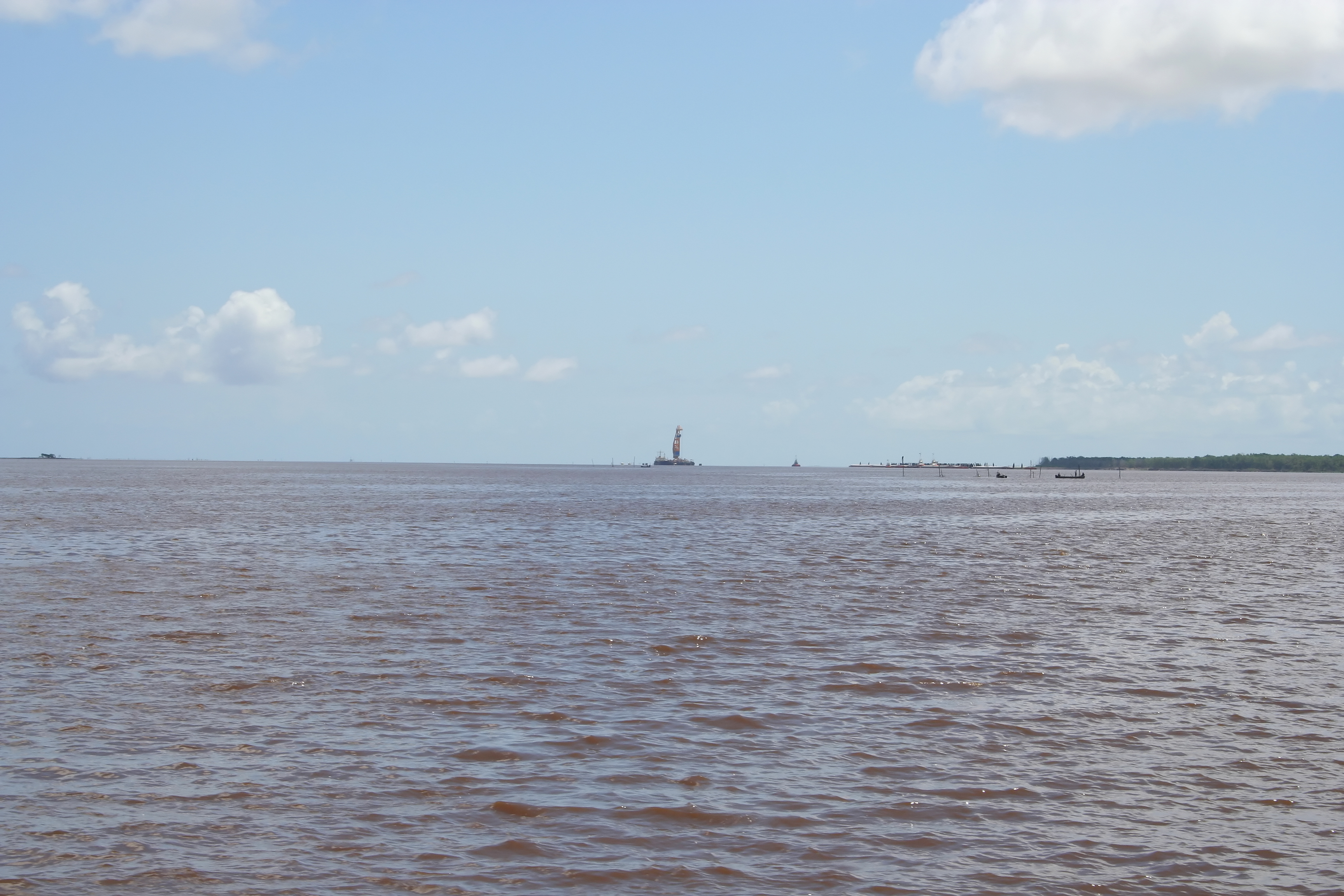
Puente en construcción sobre el río Barbiezos en 2007

Un servicio de transbordador trasladaba mercancías y personas entre Kwakwani y Nueva Ámsterdam, pero se interrumpió en la década de 1990.
El canal de Torani se construyó para permitir que el agua fluyera desde el río Barbiezos hacia el río Canje para mantener los niveles de agua con fines de riego.
El 23 de diciembre de 2008 finalizó la construcción del puente de Barbiezos que une D'Edward Village, Crab Island, y la autopista Courantyne.